# Aeronauci
Aeronauci (ang. The Aeronauts) – amerykańsko-brytyjski dramat filmowy z 2019 roku w reżyserii Toma Harpera, według scenariusza na podstawie powieści Richarda Holmesa pt. Falling Upwards: How We Took to the Air z 2013 roku.
Zdjęcia do filmu realizowano w sierpniu 2018 roku, m.in. w Londynie, Chatham, w Oksfordzie, Hatfield w hrabstwie Hertfordshire oraz w hrabstwie Buckinghamshire. Obraz miał swoją premierę podczas Telluride Film Festival 30 sierpnia 2019 roku. Do sal kinowych w Wielkiej Brytanii trafił 4 listopada 2019 roku, w Stanach Zjednoczonych 6 grudnia 2019 roku. Film nominowano do szeregu nagród filmowych w Wielkiej Brytanii i Stanach Zjednoczonych.

## Fabuła
Londyn 1862 roku. Prowadzący badania meteorologiczne naukowiec James Glaisher, prosi o pomoc wdowę po pilocie balonowym Pierze Rennesie, Amelię, o wyruszenie z nim balonem na wysokość, na która jeszcze nikt się nie wzniósł. Podróżnicy organizują wyprawę, która wiąże się z wielkimi niebezpieczeństwami. Historyczny pionierski lot Glaishera miał miejsce 5 września 1862 roku.

## Obsada
W filmie wystąpili, m.in.:
- Eddie Redmayne jako James Glaisher
- Felicity Jones jako Amelia
- Himesh Patel jako John Trew, przyjaciel Jamesa
- Tom Courtenay jako Arthur Glaisher, ojciec Jamesa
- Phoebe Fox jako Antonia, siostra Amelii
- Rebecca Front jako ciotka Frances
- Robert Glenister jako Ned Chambers
- Vincent Pérez jako Pierre Rennes, mąż Amelii